# Henry Greenebaum

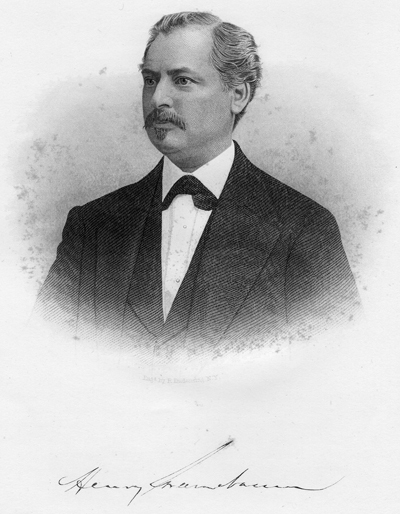
Henry Greenebaum

Henry Greenebaum (18. Juni 1833 in Eppelsheim – 2. Februar 1914 in Chicago) war ein deutsch-amerikanischer Geschäftsmann und Politiker.

## Leben
Henry Greenebaum wurde als Sohn der jüdischen Eltern Jacob Elias Grünebaum (geb. 1797 in Reipoltskirchen, gest. 1870 in Chicago) und der Sara Esther geb. Herz (geb. 25. Juli 1796 in Eppelsheim, gest. 18. September 1894 in Chicago) geboren. Er wanderte im Jahr 1848 nach Chicago aus, wo bereits seine Brüder Michael und Elias lebten. 
Zunächst war er als Verkäufer und danach vier Jahre in einer Bank tätig. Mit seinem Bruder Elias gründete er zunächst die German National Bank und dann auch die German Savings Bank. 1877 geriet die Bank in Schwierigkeiten, weshalb er sich ins Versicherungsgeschäft verlegte. 
Er starb im Alter von 80 Jahren in Chicago, wo er sich zeitlebens für die Interessen der jüdischen Gemeinde eingesetzt hatte. Er war mit Abraham Lincoln befreundet und unterstützte General Ulysses S. Grant (1822–1885). Henry Greenebaum war Gründer der City Library of Chicago, der United Hebrew Charities und von B’nai B’rith in Chicago. Er war lebenslanges Mitglied der Chicago Historical Society und gehörte vielen weiteren Organisationen an.